# Panadda Diskul
Mom Luang Panadda Diskul (thailändisch หม่อมหลวงปนัดดา ดิศกุล, RTGS Panatda Ditsakun; * 26. Oktober 1956 in Bangkok) ist ein thailändischer Staatsbeamter und parteiloser Politiker. Er ist seit 2019 Mitglied des Senats von Thailand. Panadda war Gouverneur der Provinzen Nakhon Pathom und Chiang Mai, stellvertretender Staatssekretär im Innenministerium und Staatssekretär im Amt des Ministerpräsidenten. Von 2014 bis 2016 war er Minister im Amt des Ministerpräsidenten, von 2016 bis 2017 Stellvertreter des Bildungsministers von Thailand.

## Leben
Panadda Diskul ist der einzige Sohn von Mom Rajawongse Sangkadis Diskul, einem Diplomaten, der Thailand als Botschafter in verschiedenen Ländern vertrat, und Mantana Diskul na Ayudhya. Er ist ein Urenkel von Prinz Damrong Rajanubhab, dem ersten Innenminister Siams. Der Name ‚Panadda‘ stammt aus dem Pali und bedeutet „Urenkel“; sein Spitzname lautet Khun Len (คุณเหลน), was ebenfalls „Urenkel“ bedeutet. Der niedere Adelstitel Mom Luang zeigt seine entfernte königliche Abstammung an. Panadda ist mit Amporn Diskul na Ayudhya verheiratet, sie haben einen Sohn.
Panadda besuchte die Laborschule der Srinakharinwirot-Universität und die King’s School in Australien. Anschließend studierte an der Brigham Young University im US-Bundesstaat Utah, wo er mit einem Master in Internationalen Beziehungen abschloss. Später absolvierte er noch Kurse in thailändisch-japanischer Geschichte an der japanischen Sophia-Universität, in höherer Verwaltung an der Hochschule des thailändischen Innenministeriums sowie an der Hochschule für Nationale Verteidigung (Jahrgang 2007).
Nach seinem Universitätsabschluss lehrte Panadda als Dozent für Recht und Sozialwissenschaften an der Chulachomklao-Militärakademie. Dann wurde er Beamter im Innenministerium. Er arbeitete zunächst in der Abteilung für auswärtige Angelegenheiten im Amt des Staatssekretärs. Im Jahr 1998 wurde er zum Direktor für politische und administrative Strategie im Amt für Strategie und Planung ernannt. Im Jahr darauf wurde er Büroleiter des Innenministers. 2003 wechselte Panadda in die Provinzverwaltung und wurde stellvertretender Gouverneur der Provinz Samut Prakan, ein Jahr später hatte er dieselbe Position in Pathum Thani inne, ab 2007 in der Provinz Buri Ram. Zugleich war er Sicherheitsberater im Amt des Staatssekretärs im Innenministerium. 
2009 stieg er zum Provinzgouverneur von Nakhon Pathom auf, 2011 wechselte er in die Provinz Chiang Mai. Angesichts seines Rufs als überzeugter Royalist und Gegner des entmachteten Ministerpräsidenten Thaksin Shinawatra wertete ein Artikel in der Zeitung The Nation die Ernennung Panaddas zum Gouverneur von Thaksins Heimatprovinz, einer Hochburg der „Rothemden“, in einer Zeit hochgradiger politischer Polarisierung, als Schritt zur Unterdrückung des „roten Einflusses“ in der Nordprovinz. Nach zwei Jahren kehrte er in die Zentrale des Innenministeriums zurück, wo er stellvertretender Staatssekretär wurde. 
Nach dem Putsch von 2014 wechselte Panadda ins Amt des Ministerpräsidenten, wo er 2015 zunächst Staatssekretär und noch im selben Jahr Minister wurde, somit unmittelbar dem Juntaführer Prayut Chan-o-cha unterstand. Bei einer Kabinettsumbildung im Dezember 2016 wechselte Panadda als stellvertretender Minister in Bildungsministerium. Gemäß den gegenüber der Nationalen Korruptionsbekämpfungs-Kommission gemachten Angaben, war Panadda Anfang 2017 mit einem Vermögen von 1,3 Milliarden Baht das reichste Kabinettsmitglied. Sein Vermögen besteht vor allem aus wertvollen Grundstücken in den Bangkoker Stadtteilen Nang Loeng, Dusit und Bang Sue. Unter anderem ist Panadda Eigentümer und Verwalter des Varadis-Palasts, der Residenz seines Urgroßvaters, und zugleich Leiter der dortigen Damrong-Rajanubhab-Bibliothek.
Panadda Diskul ist Ehrendoktor in Verwaltungswissenschaft der Rajabhat-Universität Chiang Mai und der Maejo-Universität. Er trägt die Sonderstufe des Weißen Elefantenordens und des Ordens der Krone von Thailand sowie den Orden von Chula Chom Klao dritter Klasse.